# Мендес (Филиппины)

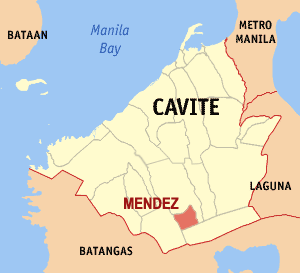
Положение Мендеса на карте

Мендес (полное наименование Мендес-Нуньес исп. Mendez-Nuñez) — городской муниципалитет 4-го класса по доходности в провинции Кавите Филиппин. По переписи населения 2007 года население составило 26 757 человек на площадь в 16,7 км².

## Барангаи
Административно Мендес подразделяется на 25 барангаев:

| - Anuling Lejos I (Anuling) - Asis I - Galicia I - Palocpoc I - Panungyan I - Poblacion I (Barangay I) - Poblacion II (Barangay II) - Poblacion III (Barangay III) - Poblacion IV (Barangay IV) - Poblacion V (Barangay V) - Poblacion VI (Barangay VI) - Poblacion VII (Barangay VII) | - Anuling Cerca I - Anuling Cerca II - Anuling Lejos II - Asis I - Asis II - Asis III - Banayad - Bukal - Galicia II - Galicia III - Барангай Miguel Mojica - Palocpoc II - Panungyan II |